# صادق أباد (خسرو أباد)
صادق أباد (بالفارسية: صادق‌آباد) هي قرية تقع في إيران في قسم خسرو أباد الريفي. يقدر عدد سكانها بـ 23 نسمة .